# صوفيا غوميز
صوفيا غوميز (بالإسبانية: Sofía Gómez Uribe) هي مهندس مدني كولومبية، ولدت في 15 أبريل 1992 في بيريرا في كولومبيا.

## وصلات خارجية
- الموقع الرسمي